# Ферсман, Александр Евгеньевич
Алекса́ндр Евге́ньевич Фе́рсман (27 октября [8 ноября] 1883, Санкт-Петербург — 20 мая 1945, Сочи) — русский и советский минералог, кристаллограф, геохимик, профессор, академик РАН (1919) и вице-президент АН СССР (1926—1929). Редактор журнала «Природа» с момента его основания (1912). Лауреат Премии имени
 В. И. Ленина за научные работы (1929), Сталинской премии I степени (1942).

## Биография
Родился 27 октября (8 ноября) 1883 года в Санкт-Петербурге.
Отец, Евгений Александрович Ферсман (1855—1937) — офицер, дослужился до чина генерала от инфантерии; мать, Мария Эдуардовна (в дев. Кесслер; 1855—1908) — художник, музыкант; дочь генерала Э. Ф. Кесслера, сестра химика А. Э. Кесслера (1850—1927), племянница зоолога, профессора К. Ф. Кесслера. Дед — Александр Фёдорович Ферсман (1813—1880) — учёный-артиллерист. Его старшая сестра, Вера Евгеньевна, родилась в 1881 году.

### Образование

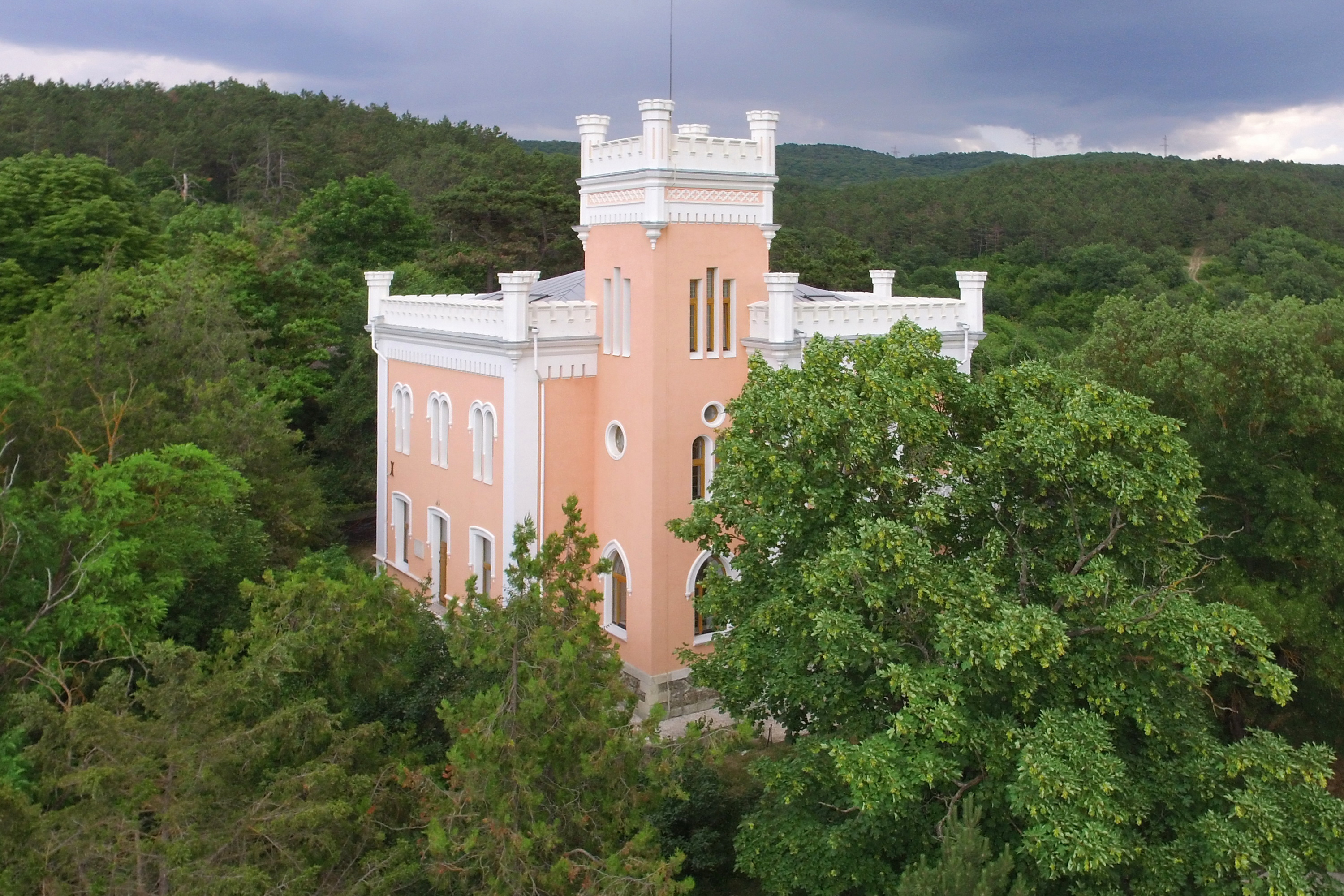
Усадьба Кесслеров в Тотайкое (ныне Ферсманово), Симферопольский район, после реставрации

С 6 лет увлёкся минералогией в лаборатории своего дяди — учёного-химика, профессора А. Э. Кесслера, в имении Кесслеров близ Симферополя, куда приезжал на лето.
В 1895 году поступил в 3-й класс Одесской 4-й гимназии, но уже в 1896 году вышел из неё и продолжил образование дома. В 1898 году вновь поступил в 6-й класс этой же гимназии и окончил её в 1901 году с золотой медалью. В аттестате зрелости от 1 (14) июня 1901 года имел отличные оценки (5 баллов) по русскому, логике, латинскому, греческому, математике, математической географии, физике, истории, французскому, немецкому, и 4 балла — по географии, Закон Божий не сдавал (на «5» сдал шесть экзаменов). За время учёбы одиннадцать раз был на курорте в чешском городе Карлсбад, где лечилась его мать.
С 1901 года учился на естественном отделении физико-математического факультета Императорского Новороссийского университета в Одессе. Также прослушал годичный курс истории искусства. Интерес к геологии и химии Ферсману привил друг семьи профессор П. Г. Меликишвили, к строению вещества — доцент Б. П. Вейнберг.
28 августа (10 сентября) 1903 года зачислен на физико-математический факультет Московского университета. Здесь он стал учеником В. И. Вернадского, посещал его кружок по минералогии. Первые научные работы Ферсмана были посвящены минералам Крыма: бариту, палыгорскиту, леонгардиту и ломонтиту, уэльситу и цеолитам.
Мы работали не менее 12 часов в лаборатории, нередко оставаясь на ночь, так что анализы шли целые сутки; два раза в неделю мы читали доклады в кружке у Вернадского, разбирали с ним коллекции, слушали его увлекательные лекции.Из воспоминаний А. Е. Ферсмана
После окончания в 1907 году отделения естественных наук физико-математического факультета Императорского Московского университета с дипломом первой степени по специальности «геология, палеонтология и минералогия», по рекомендации В. И. Вернадского был оставлен на кафедре минералогии для подготовки к профессорскому званию.

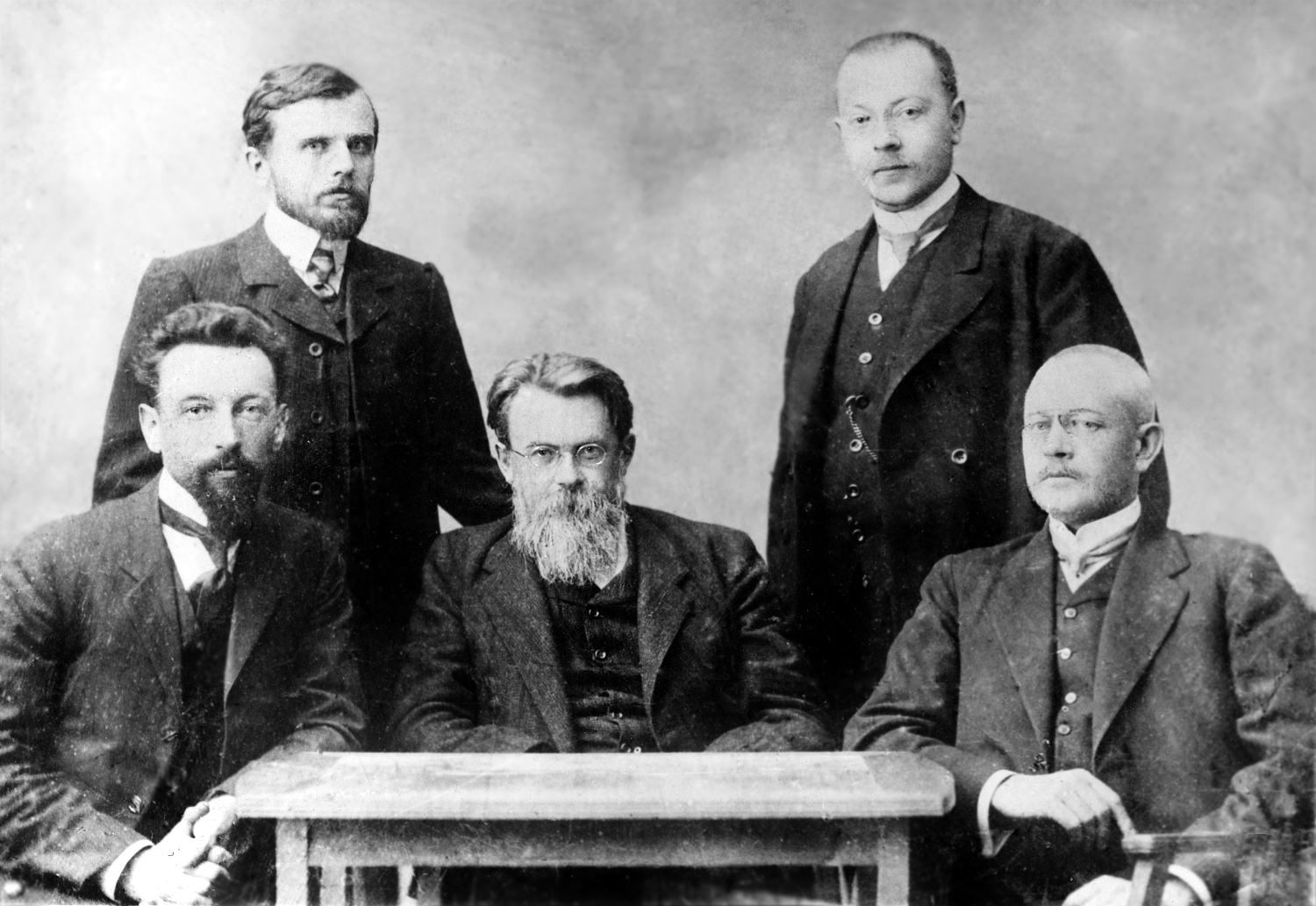
В Московском университете с В. И. Вернадским, 1911

В 1907—1909 годах проходил научную стажировку в Германии. Занимался в Гейдельбергском университете (май, 1907); под руководством кристаллографа В. М. Гольдшмидта исследовал природные алмазы и написал большую монографию об алмазах (Der Diamant, 1911, русский перевод — 1955); слушал лекции по петрографии Г. Розенбуша; ездил в Парижский минералогический музей, к минералогу А. Лакруа. В 1908 году путешествовал по Франции и Италии (Тоскана, остров Эльба).

### Научная и педагогическая работа

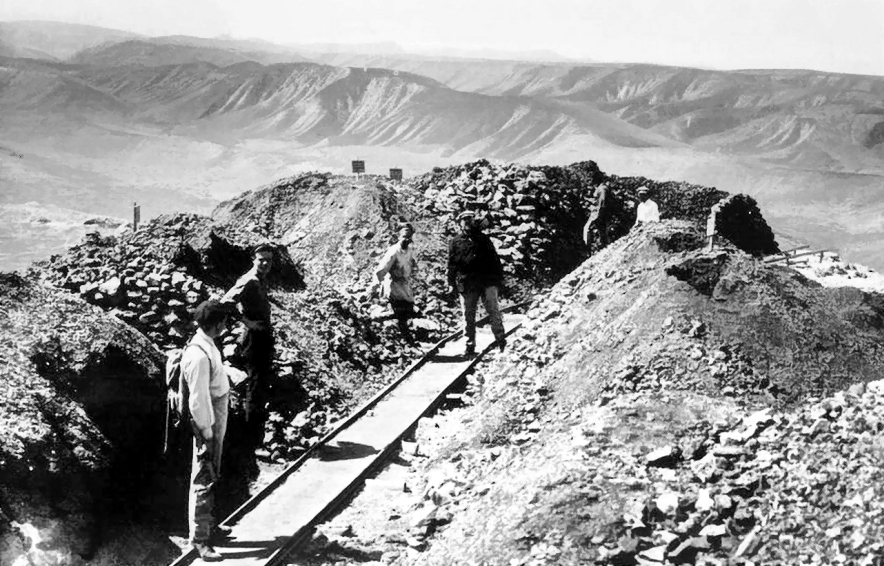
На руднике Тюя-Муюн, 1928

С Д. И. Щербаковым, 1933

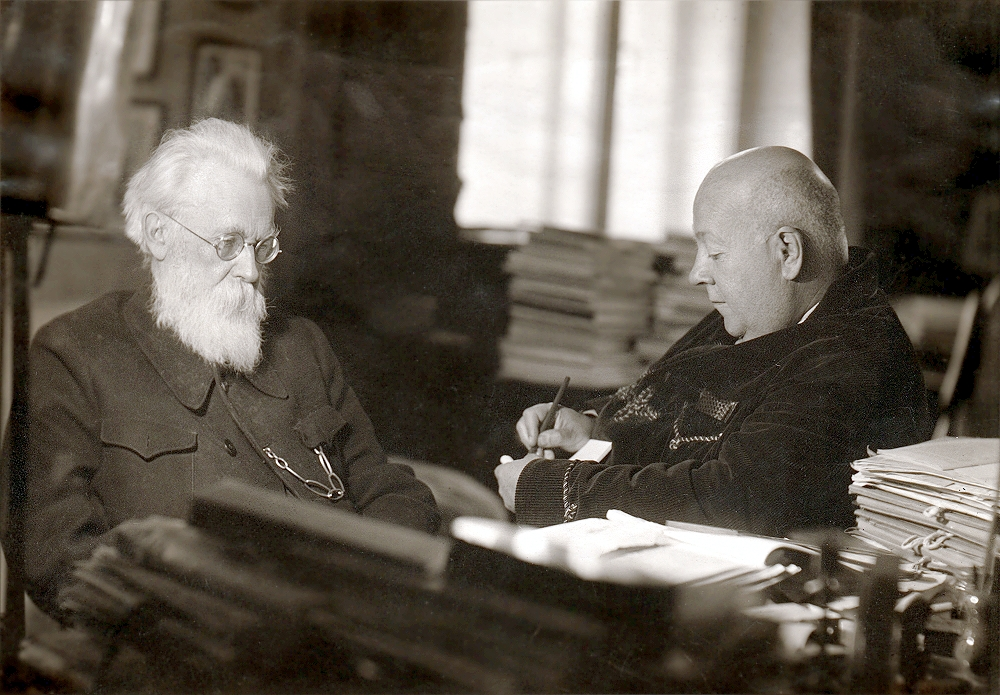
С В. И. Вернадским, 1940

После зарубежной командировки, с 14 (27) сентября 1909 года начал работать сверхштатным ассистентом при Минералогическом кабинете Императорского Московского университета. Занимался изучением минералов и драгоценных камней.
В конце 1911 года уволился вместе с другими преподавателями в знак протеста против реакционной политики Министерства народного просвещения в отношении университетов (Дело Кассо) и занял должность профессора в Народном университете имени А. Л. Шанявского, где читал минералогию и первый в мире курс геохимии.
С 1912 года работал в Академии наук; был избран на должность старшего хранителя Геологического и минералогического музея имени Петра I Императорской академии наук. Выезжал в экспедиции для пополнения коллекции музея. В 1919—1930 годах — директор музея (впоследствии — Минералогический музей имени А. Е. Ферсмана, г. Москва). Одновременно был профессором минералогии Бестужевских высших женских курсов (1912—1919).
Во время Первой мировой войны, с 1915 года — секретарь Комиссии по изучению естественных производительных сил страны (КЕПС), выезжал на фронт. В 1915 году был избран членом Докучаевского почвенного комитета за работы по исследованиям изменчивости минералов в коре выветривания (начальные этапы минерации атомов — в основном магнезиальных силикатов и коллоидных минералах).
1 февраля 1919 года по представлению академиков В. И. Вернадского, А. П. Карпинского и А. Н. Крылова был избран действительным членом Российской академии наук по Отделению физико-математических наук (минералогия).
В 1920 году стал одним из инициаторов создания минералогического заповедника — Ильменского государственного заповедника.
В 1922 году провёл ревизию Алмазного фонда, где изучил знаменитые исторические камни: бриллиант Орлов, алмаз Шах и другие.
Директор Института археологической технологии при Государственной академии истории материальной культуры (1921—1928), директор Радиевого института АН СССР (1922—1926), заведующий издательством Академии наук (1923—1925), директор Института аэросъёмки (1927—1934), непременный секретарь (академик-секретарь) Отделения физико-математических наук АН СССР (1924—1927), член Президиума АН СССР (1924—1929), вице-президент АН СССР (1927—1929). Член многочисленных советов, комиссий и комитетов.
В 1915—1916, 1923, 1929 годах работал в экспедициях в Забайкалье. Изучал пегматиты, месторождения молибдена, олова, вольфрама, золота, цеолитов, флюорита, радиоактивного сырья в районах Борщовочного, Яблонового, Малханского, Цаган-Опуевского хребтов, в Селенгинской Даурии, на кряже Адун-Челон и Шерговой горе; в 1926 году выделил Монгольско-Охотский металлогенический пояс, обосновал поясное размещение полезных ископаемых, дал общие схемы минерало- и рудообразования.
Организатор комплексных геологических экспедиций. Экспедиции А. Е. Ферсмана открыли Мончегорское медно-никелевое месторождение, Хибинские месторождения апатита, месторождения серы в Средней Азии. Основатель и председатель Хибинской исследовательской горной станции АН СССР «Тиетта» (1930—1938), впоследствии преобразованной в Кольский филиал АН СССР (ныне — Кольский научный центр РАН). Организовал в системе Академии наук специальный комитет по исследованию территорий союзных республик (ОКИСАР), преобразованный в 1930 году в Комиссию экспедиционных исследований (КЭИ).
В научной работе А. Е. Ферсмана можно выделить три основных направления:
1. Топоминералогия — отмечающее закономерности пространственного распределения минералов и химических элементов[20].
2. Исследование пегматитового процесса — начал изучать пегматитовые жилы ещё в самом начале карьеры[21].
3. Геохимия — именно её исследования выдвинули А. Е. Ферсмана в ряды передовых учёных своего времени[22]. Он стал одним из основоположников этой науки.

Для характеристики распространённости элементов в земной коре Ферсман ввёл понятие об атомных процентах, то есть о процентном содержании в земной коре атомов элементов. Атомные проценты и проценты по массе (массовые проценты) для одного и того же элемента различны. Так, водород по количеству его атомов в земной коре занимает третье место (17 %), а по массе — девятое (1 %).
В 1932 году создал и возглавил Уральский филиал Академии наук СССР и Институт геохимии, минералогии и кристаллографии им. М. В. Ломоносова.

### Последние годы жизни

Могила А. Е. Ферсмана на Новодевичьем кладбище

Во время войны работал на должностях:
- Председатель Комиссии по геолого-географическому обслуживанию Красной армии при ОГГН АН СССР (Москва).
- Директор Института геологических наук АН СССР, с 1942 года в Свердловске и Москве).
- Директор Базы по изучению Севера АН СССР (Сыктывкар).

«В решающей схватке поднимите самые недра против врага! — обращался учёный в начале войны к геологам в своей книге „Война и стратегическое сырьё“ (1941). — Пусть горы металлов, цемента, взрывчатых веществ вырастут в тот девятый вал, мощной силой которого будет повержена фашистская лавина».
В 1943 году вышла книга Ферсмана «Геология и война».
В мае 1943 года учёный тяжело заболел. В конце 1943 года его здоровье улучшилось, но читать и писать ему помогала жена и секретари. В декабре 1944 года лечился в больнице от гипертонии.
Скончался от кровоизлияния в мозг 20 мая 1945 года в Сочи, в санатории имени Яна Фабрициуса.
Похоронен на Новодевичьем кладбище в Москве (участок 3, ряд 44, место 6). Памятник на могиле был открыт 20 мая 1965 года.

## Семья
Жена — Ольга Николаевна (в дев. Оболенская, род. 13 июля 1887[уточнить] — Сан-Паулу), дочь князя Н. Н. Оболенского (1861—1933) и графини Ольги Валериановны Тулуз-Лотрек (1862—1933). Обвенчались 1 мая 1907 года, 02.06.1907 А. Е. Ферсман благодарил В. И. Вернадского в письме из города Гейдельберг за поздравление со свадьбой. Не позднее 1925 года[уточнить] она уехала к родителям, эмигрировавшим во Францию. (Второй муж — Heinrich Scheschkovsky)
- Сын — Александр (1912 или 1913[29]—1992) — участник Великой Отечественной войны (радиосвязист)[30]. Был женат на Брониславе Антоновне Александрович.
  - Внук — Геннадий (род. 1941) — профессор кафедры радиофизики Политехнического института в Санкт-Петербурге, женат на Ирине Алексеевне Кнорре (доцент Лесотехнической академии). Правнуки[31]: Вадим (род. 1966) — врач; Елена (род. 1978) — программист.

Вторая жена — Ольга Александровна (в дев. Краушрод, род. 1902) — учёный секретарь Таджикско-Памирской экспедиции АН СССР (1932—1936). Погибла во время блокады Ленинграда.
Третья жена — Екатерина Матвеевна (в дев. Ильницкая; Рожанская, 1902—1980). Замужем с 1930-х годов. Секретарь, референт и помощник А. Е. Ферсмана, внесла большой вклад в сохранение его научного наследия и публикацию его черновиков и рукописей.

## Награды и премии

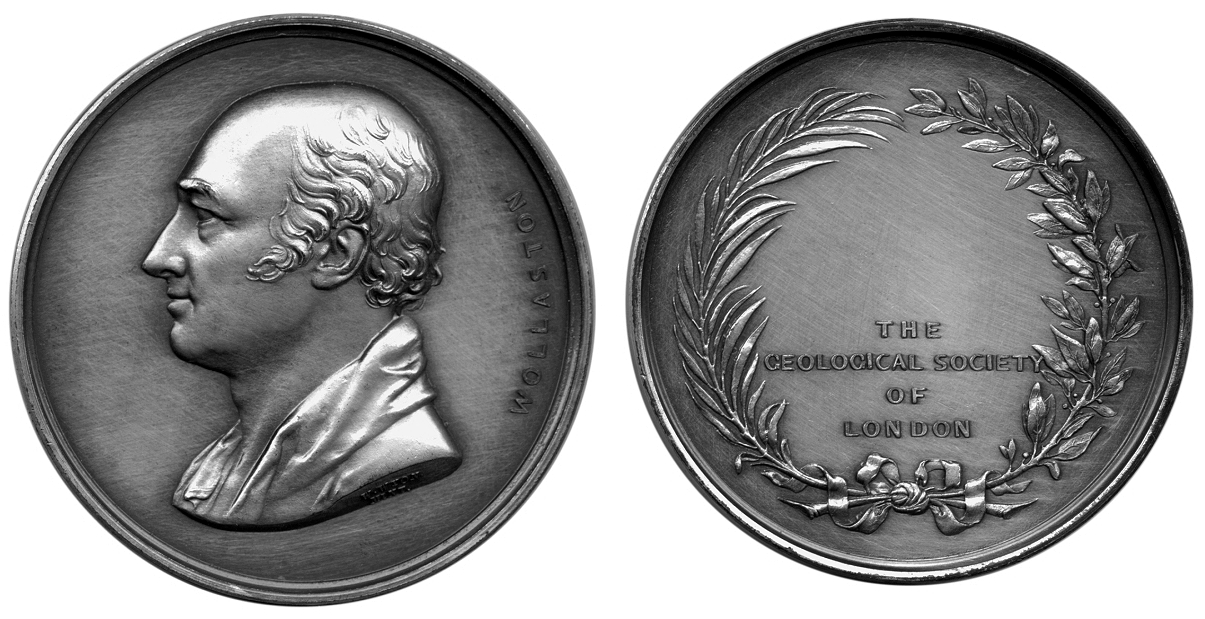
Медаль Волластона, 1943

- 1909 — Золотая медаль имени А. И. Антипова Императорского Санкт-Петербургского минералогического общества[32]
- 1913 — Медаль «В память 300-летия царствования дома Романовых»
- 1914 — Орден Святого Станислава III степени
- 1929 — Премия имени В. И. Ленина — за работы по химизации народного хозяйства СССР[33]
- 1934 — Почётная грамота ударника социалистической науки — за экспедиции 1933 года
- 1936 — медаль Бельгийского университета — за работы по геохимии
- 1942 — Сталинская премия I степени (10 апреля 1942) — за научный труд «Полезные ископаемые Кольского полуострова», опубликованный в 1941 году
- 1943 — орден Трудового Красного Знамени (8 ноября 1943) — за выдающиеся заслуги в области развития геологических наук, в связи с 60-летием со дня рождения и 40-летием научной деятельности
- 1943 — Медаль имени В. Г. Волластона (Геологическое общество Лондона, 8 ноября 1943) — за минералогические и геохимические исследования

## Членство в организациях
Был избран членом нескольких обществ и организаций, среди них:
- 1908 — Московское общество испытателей природы, вице-президент (1941—1945)
- 1909 — Императорское Санкт-Петербургское минералогическое общество
- 1911 — Крымское общество естествоиспытателей и любителей природы
- 1912 — Императорское Санкт-Петербургское общество естествоиспытателей
- 1913 — Уральское общество любителей естествознания
- 1915 — Докучаевский почвенный комитет
- 1916 — Русское географическое общество
- 1919 — действительный член Российской академии наук[35]
- 1921 — Русское общество любителей мироведения
- 1922 — Общество изучения Чувашской автономной области (почётный член)
- 1924 — Всероссийское общество охраны природы (почётный член), председатель секции земной коры (с 1939)
- 1925 — Якутское исследовательское общество «Саха Кескиле» (почётный член)
- 1926 — Международное общество Аэро-Арктика (почётный член)
- 1926 — Бурят-Монольское Научное общество Доржи Банзарова (почётный член)
- 1928 — Берлинское общество физической географии (почётный член)
- 1928 — Германское общество изучения Земли (почётный член)
- 1934 — Минералогическое общество Великобритании и Ирландии (почётный член)
- 1937 — Американское минералогическое общество
- 1937 — Лондонского минералогического общество
- 1939 — руководитель Секции «Земная кора» Всероссийского общества охраны природы[36]
- 1944 — Всесоюзное химическое общество имени Д. И. Менделеева (почётный член)

### Комиссии и общественная работа
- 1915 — учёный секретарь Комиссии по изучению естественных производительных сил России при Императорской академии наук (КЕПС). Председатель радиевого отдела КЕПС (1918—1921). Заведующий отделом нерудных ископаемых и драгоценных камней КЕПС (1918—1926). Товарищ председателя КЕПС.
- 1915 — Комиссия сырья и химических материалов при Комитете военно-технической помощи объединённых научно-технических организаций
- 1917—1918 — Технический комитет при Центральной научно-технической лаборатории военного ведомства (до 1918)
- 1917 — председатель комиссии по выработке плана подъёма добычи драгоценных камней и гранильной промышленности
- 1918—1925 — Комиссия по изучению тропических стран
- 1919—1925 — Постоянная полярная комиссия
- 1920 — Оргкомитет по организации Уральского государственного университета
- 1920 — заместитель председателя Учёного совета Северной научно-промысловой экспедиции
- 1920 — товарищ председателя Комиссии по улучшению быта учёных
- 1921 — председатель Центрального бюро краеведения
- 1921—1925 — товарищ председателя Комитета по научным экспедициям
- 1922 — Междуведомственный метеорологический комитет

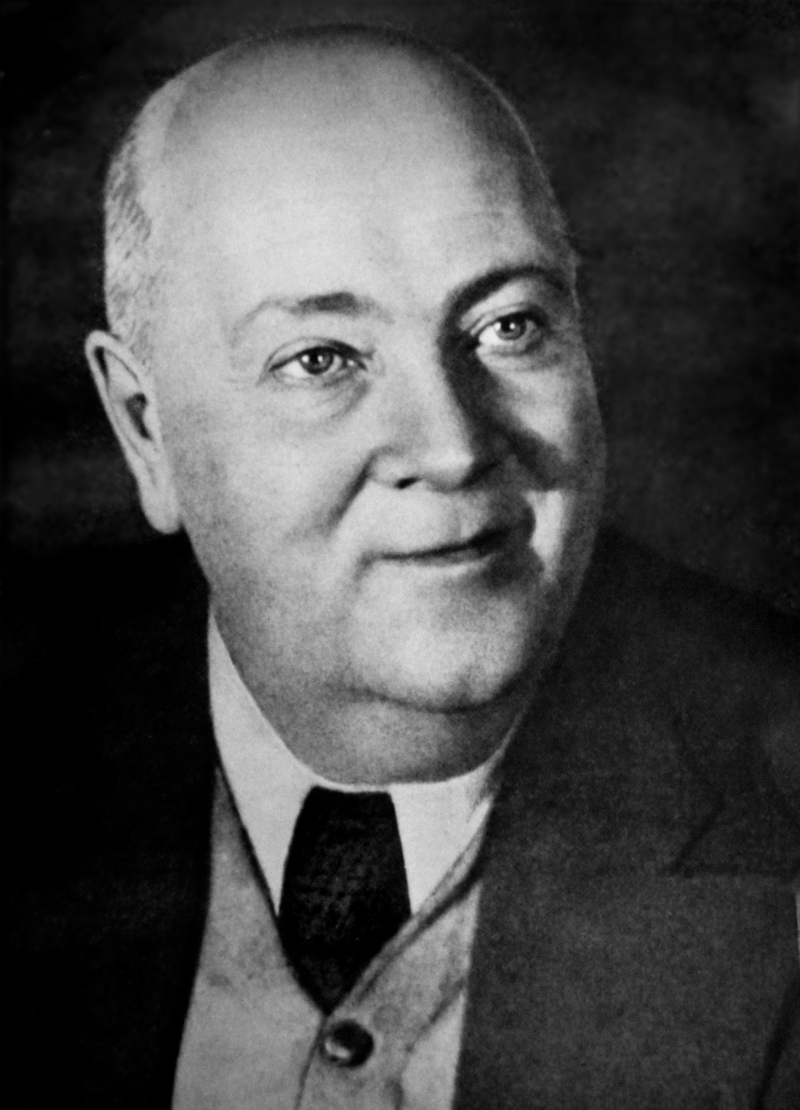
1935 год

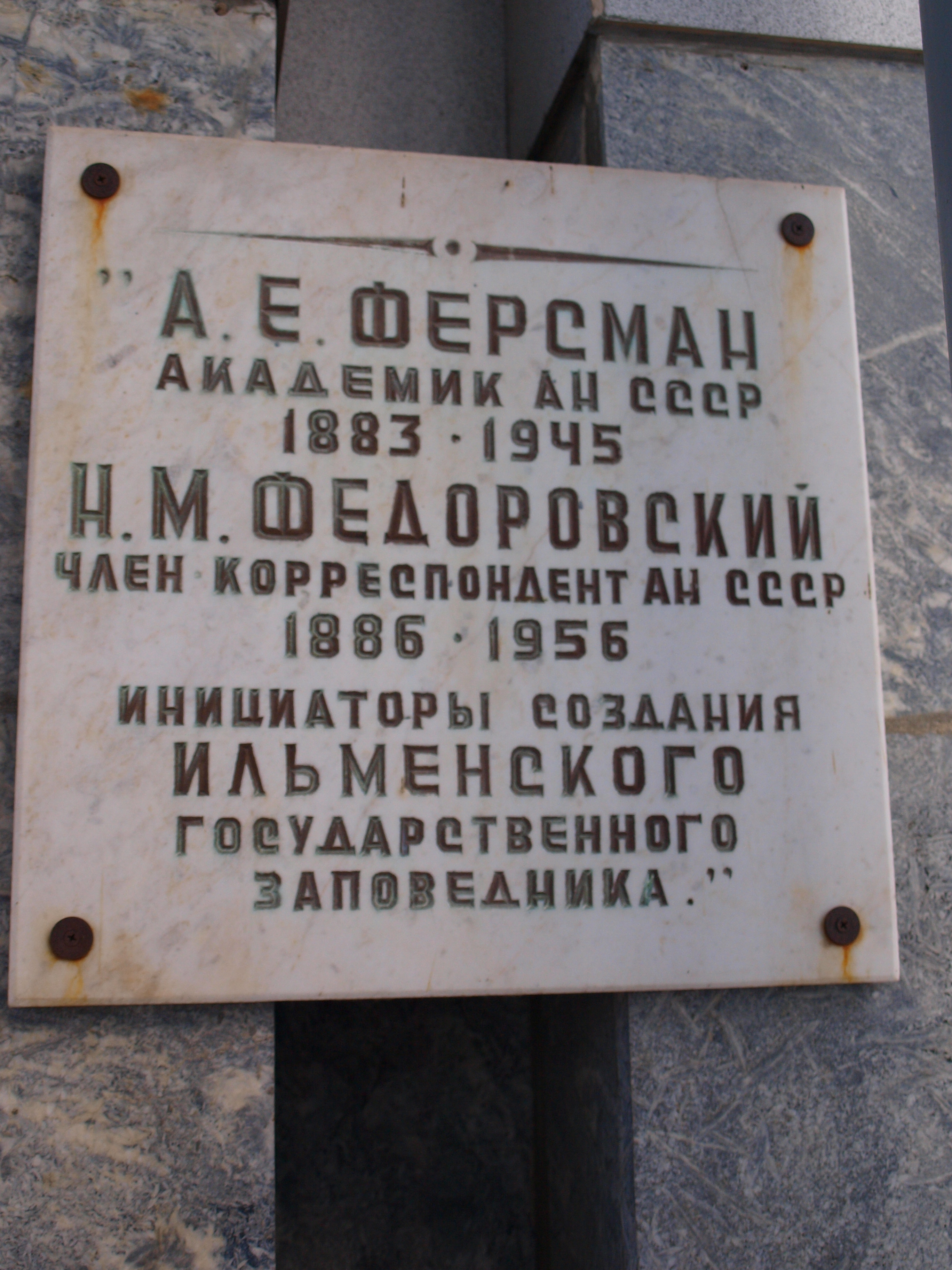
Мраморная доска у входа в Институт минералогии УрО РАН
(Миасс, Ильменский заповедник)

- 1924—1925 — председатель Комиссии по подготовке к проведению 200-летнего юбилея Академии наук
- 1924—1927 — член Президиума и непременный секретарь АН СССР
- 1924—1930 — председатель Комиссии по изучению Якутской АССР
- 1927—1929 — вице-президент АН СССР
- 1928—1934 — Комитет по химизации народного хозяйства при СНК СССР
- 1927—1929 — член Президиума АН СССР
- 1930—1939 — Комиссия по изучению вечной мерзлоты при АН СССР
- 1930—1945 — Комитет по метеоритам при АН СССР
- 1932—1938 — председатель Уральского филиала АН СССР
- 1935—1938 — председатель Метеоритной комиссии при АН СССР
- 1936—1938 — председатель Апатито-нефелинового бюро при Научно-исследовательском секторе Народного комиссариата тяжёлой промышленности СССР
- 1937 — заместитель председателя Комиссии по участию АН СССР в организации советского павильона на Всемирной выставке в США
- 1938—1941 — председатель Комиссии по геотермике при АН СССР
- 1938—1942 — председатель Постоянной междуведомственной комиссии АН СССР по применению аэрофотосъёмки
- 1939—1940 — председатель Комиссии по изучению качества воды московского водопровода
- 1941 — Международная организация помощи борцам революции (МОПР), секция СССР
- 1941—1945 — эксперт Госплана СССР по минеральному сырью
- 1941—1945 — председатель Комиссии по проблемам минерального сырья СОПС АН СССР
- 1941—1945 — Комиссия по истории АН СССР
- 1941—1945 — председатель комиссии научной помощи Советской армии при ОГГН АН СССР
- 1942—1945 — заместитель академика-секретаря ОГГН АН СССР

### Редакторская и издательская работа
- c 1912 — Природа, главный редактор (1917—1930)
- 1920—1922 — Наука и её работники
- 1923—1925 — заведующий Издательством Российской академии наук
- 1933 — Уральская советская энциклопедия
- c 1935 — член Редакционно-издательского совета АН СССР
- c 1940 — Совет по научно-технической пропаганде при Президиуме АН СССР, председатель (с 1942)
- 1941 — председатель Комиссии по изданию учебников по минералогии и геохимии.

## Участие в съездах
Делегат и участник съездов и совещаний, среди них:
- 1922 — I Всероссийский съезд геологов
- 1924 — Съезд по изучению производительных сил народного хозяйства Украины (Харьков)
- 1926 — Международный конгресс по изучению Арктики
- 1926 — Совещание по радиевой промышленности (председатель)
- 1927 — Совещание по полевому шпату
- 1927 — I Всесоюзное совещание минералогов (Ташкент)
- 1927 — II Всесоюзный съезд научных работников СССР (избран членом Центрального совета научных работников)
- 1928 — I Всесоюзный геологический съезд (Ташкент)
- 1928 — Международный геологический съезд, посвящённый 40-летию образования Датского геологического института (Копенгаген)[37]
- 1928 — Совещание по вопросам обогащения хибинской апатитовой руды (председатель)
- 1929 — I Всесоюзный съезд по вопросам химической промышленности
- 1929 — Совещание по аэрофотосъёмке
- 1930 — I Казахстанский съезд по краеведению (Алма-Ата)
- 1931 — I Восто-Сибирский краевой научно-исследовательский съезд (Иркутск)
- 1931 — I Карамазарский съезд по цветным и редким металлам (Ходжент)
- 1933 — I Конференция по изучению производительных сил Киргизской и Таджикской ССР
- 1934 — Конференция по геохимии основных магм и химии челябинских углей (Ильменский заповедник)
- 1937 — Международный геологический конгресс, 17 сессия (Москва) — член организационного комитета (с 1934), генеральный секретарь (не смог лично присутствовать по болезни).
- 1939 — руководитель Специального совещания по вопросам геологии, геохимии и радиогеологии минеральных вод Северного Кавказа (Пятигорск)
- 1941 — председатель Конференции по редким металлам Украинской академии наук (Киев).

## Заграничные поездки
А. Е. Ферсман неоднократно выезжал за границу на экскурсии, учёбу, в командировки и на курортное лечение. В детские годы одиннадцать раз сопровождал мать на курорт в Карлсбад, посещал Музей естествознания (Вена). Побывал во многих странах:
- 1889 — Турция, Греция, Италия. Отец — военный атташе в Греции.
- 1907—1909 — Германия, Франция — стажировка после университета. Швейцария, Северная Италия и Эльба (остров) — геологические экскурсии, лечение в Виши (1909).
- 1911 — Австрия — осмотр Радиевого института в Вене с В. И. Вернадским
- 1924 — Норвегия, Швеция — научная командировка.
- 1925 — Германия, Норвегия, Дания, Швеция — научная командировка.
- 1926 — Германия, Дания — научная командировка, «неделя советской науки в Берлине».
- 1928 — Дания, Норвегия, Германия — празднование 100-летия Прусского географического общества
- 1934 — Германия, Чехословакия — научная командировка и лечение
- 1936 — Чехословакия, Австрия, Бельгия, Швейцария — научная командировка и лечение.

## Память

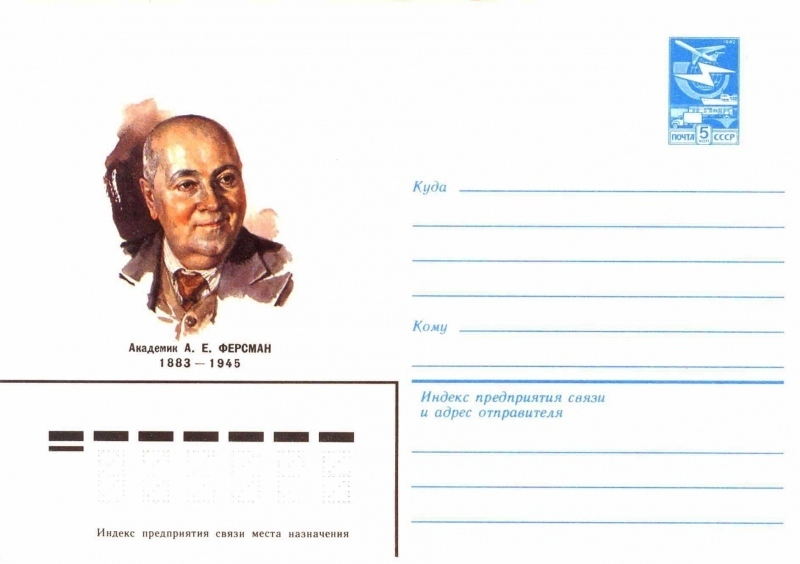
Художественный конверт, 1983

В честь А. Е. Ферсмана были названы:
Минералы
- ферсманит [(Са,Na)4(Ті,Nb)2Si2О11(F,ОН)2] — титано-ниобиевый силикат щелочных пегматитов, Хибины[42][43],
- ферсмит[кат.][(Ca,Ce,Na)(Nb,Ta,Ti)2(O,OH,F)6] — кальций-ниобиевый окисел карбонатитов, Южный Урал[43][44].

Учреждения
- Минералогическому музею РАН, одному из наиболее известных минералогических музеев мира и крупнейший в России, в 1955 году присвоено имя А. Е. Ферсмана[45].
- Учебно-исследовательская лаборатория геохимии окружающей среды им. А. Е. Ферсмана географического факультета РГПУ им. А. И. Герцена[46].
- Минералогический музей имени А. Е. Ферсмана в селе Мурзинка, в Свердловской области[47].
- Геологический музей в школе № 16 города Каменска-Уральского (1965—2010); переименован[48].
- Средняя школа-интернат в посёлке Ферсманово Добровского сельского совета Симферопольского района (названа именем учёного в 1970-х годах по решению Крымского облисполкома).

Научные награды
- 1946 — Премия имени А. Е. Ферсмана АН СССР / РАН[49]
- Медаль имени А. Е. Ферсмана «За заслуги в геологии», Российское геологическое общество[50]

Топонимика
- Кратер Ферсман на Луне (17,9º; −126,06º), диаметр 148,14 км.
- Перевал Ферсмана — Хибины[51].
- Гора Ферсмана — расположена западнее залива Фаддея на Таймырском полуострове (название было присвоено в 1947 году)[52].
- Гора Ферсмана на острове Парамушир[52].
- Гора Ферсмана в Антарктиде (Земля Королевы Мод, 72°03′ ю.ш., 14°34′ в.д., открыта и нанесена на карту в 1961 году, название присвоено в 1966 году)[52].
- Ледник Ферсмана — в хребте Кок-Шаал-Тау, расположенный западнее пика Данкова, в Тянь-Шане.
- Ущелье Ферсмана — в Хибинской тундре на Кольском полуострове.
- Пик Ферсмана в одном из отрогов хребта Петра Первого, открытого в 1932 году.
- Остров Ферсмана — расположен к северу от острова Хейса на Земле Франца-Иосифа. Открыт в 1933 году зверобойным судном «Смольный»; назван советскими картографами в 1955 году.
- Мыс Ферсмана острова Парамушир в Курильской гряде (1946).
- Ферсманово — до 1948 года село Тотайкой в Крыму, близ которого расположено имение Кесслера, где А. Ферсман часто бывал в детстве.
- Ферсмановский диабазовый карьер, расположенный рядом с посёлком Ферсманово, на правобережье Симферопольского водохранилища.
- Стенка-дайка Ферсмана на Карадаге — обособленное обнажение вулканических пород.
- Улицы: в Апатитах, Мончегорске, Оленегорске, Донецке, Макеевке, Екатеринбурге, Усть-Куте, Москве.
- 26 сентября 1957 года решением Миасского исполкома за № 256 Красноармейская улица переименована на улицу имени Ферсмана.
- Решением Апатитского исполкома городского совета за № 12 от 13 октября 1967 года Академическая улица переименована в улицу имени академика А. Е. Ферсмана[53].
- В 1963 году 3-й Академический проезд был переименован в улицу Ферсмана в честь выдающегося учёного А. Е. Ферсмана (Москва, Юго-Западный административный округ).
- Решением Мурманского областного Совета народных депутатов за № 541 от 26 октября 1977 года Парковая улица в городе Мончегорске переименована в улицу академика Ферсмана А. Е.[54]

Прочие названия
- Научно исследовательское судно «Геолог Ферсман» для геологического исследования морского дна в 1985—1999 годах.

Памятники
- 25 августа 1980 года в парке напротив Горного института КНЦ РАН (город Апатиты, Мурманская область) открыт памятник академику А. Е. Ферсману, выполненный скульптором Е. Б. Преображенской из красного уральского гранита[55].

|                                                                             |  |  |
| Слева направо: почтовая марка, Памятник в г. Апатиты, бюст в Парке Искусств |  |  |

## Адреса
Адреса, связанные с проживанием и работой А. Е Ферсмана:

Санкт-Петербург / Петроград / Ленинград:
- 1912—1919 — доходный дом И. Е. Ритинга, Кронверкский проспект, 79.
- 1920—1936 — Дом академиков, набережная Лейтенанта Шмидта, д. 1/2, совр. адрес: 7-я линия Васильевского острова, 2/1, лит. А. На фасаде дома установлена мемориальная доска с текстом: «Здесь с 1920 по 1936 год жил академик Александр Евгеньевич Ферсман. Выдающийся геохимик и минералог»[56].

Москва:
- Плотников переулок, 10.
- 1938 — Б. Калужская улица, д. 24.
- 1940—1945 — Сретенский бульвар, д. № 6/1, кв. 106 (подъезд № 8).

Свердловск / Екатеринбург:
- 1932 — ул. Малышева, 31-г / ул. 8 Марта, 8е.

## Интересные факты
Встречался за границей с Максимом Горьким
У известного геолога Д. И. Мушкетова (1882—1938) не было дружественного контакта с А. Е. Ферсманом, и они не договаривались об общих научных работах, однако принимали участие во Всесоюзных съездах геологов. 17—30 июня 1928 года совместно выезжали в Копенгаген (Дания) на международный геологический съезд, где Д. И. Мушкетова избрали главой Ассоциации по изучению четвертичного периода Европы.
Шутливые прозвища:
- Ученики и поклонники А. Е. Ферсмана в Императорском Московском университете называли себя «минералогическими терминами» — «ферсманиды» и «ферсманоиды»[60].
- Прозвища А. Е. Ферсмана отражали его кипучую деятельность, напор и внешний вид: «шаровая молния», «дядя слон»[61].